# Sofia Mountains
Sofia Mountains är ett berg i Antarktis. Det ligger i Västantarktis. Argentina, Chile och Storbritannien gör anspråk på området. Toppen på Sofia Mountains är 1 500 meter över havet, eller 1 019 meter över den omgivande terrängen. Bredden vid basen är 3,7 km.
Terrängen runt Sofia Mountains är huvudsakligen kuperad, men västerut är den bergig. Trakten är obefolkad. Det finns inga samhällen i närheten. 